# Eugène II de Constantinople

Eugène II de Constantinople (en grec : Ευγένιος Β΄) fut patriarche de Constantinople du 10 avril 1821 au 27 juillet 1822.